# Fiesta Nacional del Trigo
La Fiesta Nacional del Trigo se celebra desde 1947 en Leones en la provincia de Córdoba. Siendo el Club Leones D.A.S. y B. ente organizador de la misma. Consiste en la muestra de los mejores productos recolectados en todos los campos de Argentina.  Muchos son los festejos, uno de los más conocidos es el de la elección de la Reina Nacional del Trigo, a la que acuden participantes de todo el país. Todos los años se realiza el Tradicional Desfile de Carrozas sobre la calle Avenida del Libertador portando a las reinas locales y provinciales de distintos lugares de Argentina, que aspiran ser coronadas Reina Nacional del Trigo. Su trascendencia de esta elección muestra la importancia que ha tenido el trigo en el país.
Desde que fue declarada Fiesta Nacional en 1956, ha sido visitada por numerosos presidentes y embajadas del mundo entero. La pequeña ciudad de Leones ha creado una infraestructura para acoger esta celebración. Toda la celebración se realiza en el recinto del Club Leones, que consta de unas instalaciones dignas de artistas de toda Argentina. Entre estas infraestructuras se destaca "El Pañuelo" (escenario Don Ángel Mastróccola), que fue construido por el arquitecto Baró Graf, para la acogida de artistas reconocidos en toda Argentina.

## Historia

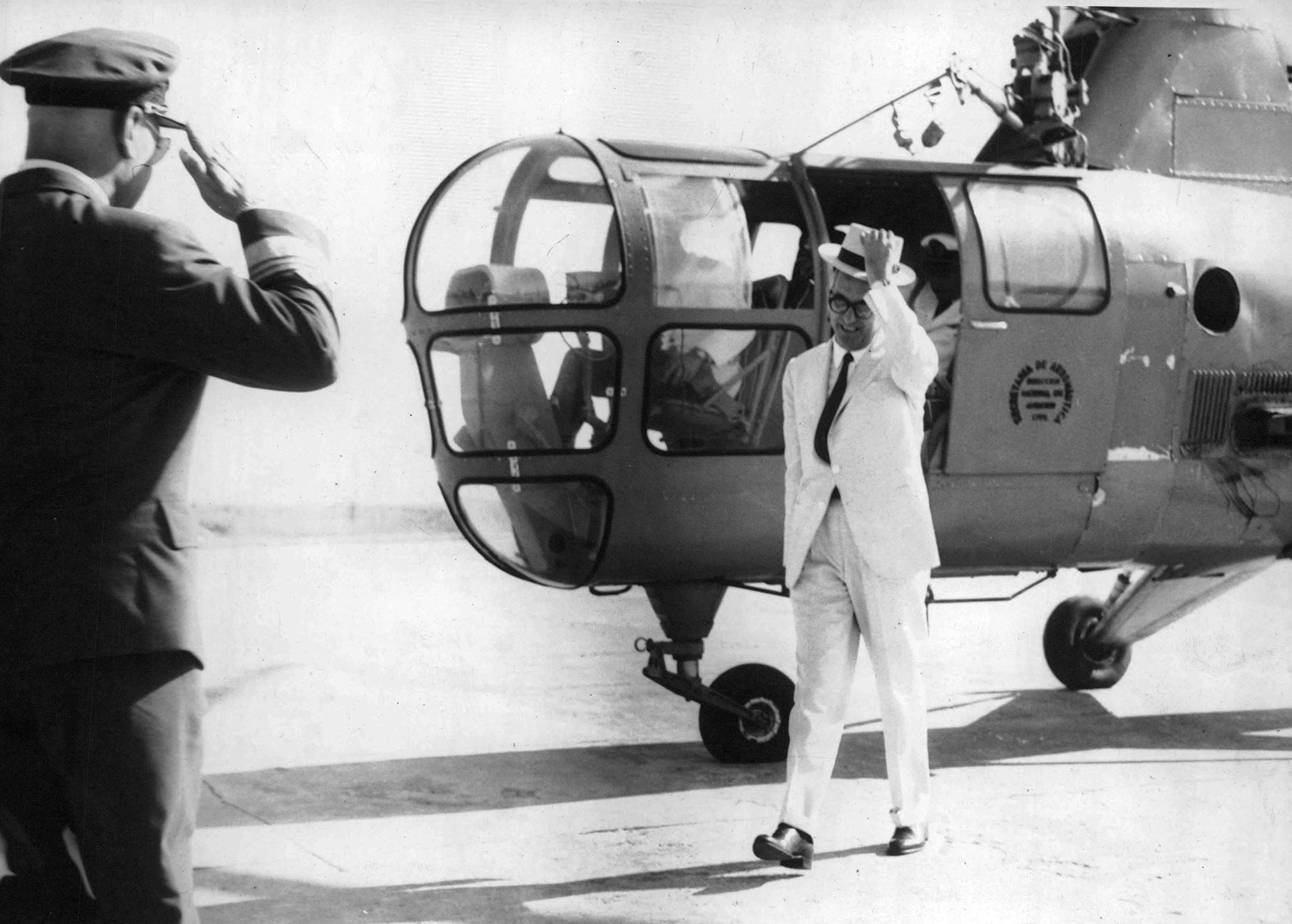
El presidente Arturo Frondizi momentos después de descender del helicóptero en la base aérea del Palomar, desde donde viajará en avión a Córdoba para asistir a la Fiesta Nacional del trigo, año 1960.

La Fiesta Nacional del Trigo comienza con una inquietud local. La primera celebración fue en el año 1947. El 9 de febrero de ese año se concreta por primera vez en Argentina, bajo el patrocinio del Club Leones D.A.S. y B. Luego, se oficializa y es reconocida como Fiesta Provincial, por el Ministerio de Agricultura de la provincia de Córdoba. En 1956 trasciende las fronteras de la provincia proyectándose en el ámbito nacional, concitando el interés de las autoridades que regían los destinos del país. Tal fue el éxito logrado que el ministro de Agricultura de la Nación en ese momento presente, proclamó a Leones sede de la Fiesta Nacional del Trigo y punto obligado para realizar anualmente los festejos.
Así convergen en la ciudad de Leones, en cada edición de la fiesta representaciones de las distintas provincias, hermanadas en un mismo festejo y homenaje al hombre de campo: Córdoba, Buenos Aires, La Pampa, Santa Fe, Salta, Entre Ríos, Santiago del Estero y otros territorios trigueros.
Medio siglo de ediciones ininterrumpidas dan a la celebración un marco que no solo estriba en simples manifestaciones festivas, con espectáculos de primer nivel. La esencia también radica en la realización de las "Jornadas Trigueras Nacionales" y el "Concurso de Muestras de Trigo", que sirven de testimonio de los avances del  país en materia agraria, desarrollando charlas técnicas, muestras, etc. a los representantes de las más importantes agrupaciones cerealistas del país y de la tecnología de avanzada en maquinarias, herbicidas, sistemas de riego etc.
La semana de celebración incluye el tradicional "Desfile de Carrozas" que tiene como escenario la arteria principal de la ciudad y la posterior elección y coronación de la Reina Nacional del Trigo en el Parque que lleva el nombre de la Fiesta.
El "Club Leones D.A.S. y B." ha sabido conjurar las situaciones complicadas, su lema es: "Argentina granero del mundo, Leones capital nacional del trigo".

## Fiesta Provincial del Trigo
La Fiesta Provincial del Trigo, tuvo su origen en el año 1960, en la localidad de Villa Huidobro, provincia de Córdoba; siendo provincializada en el año 1971.
Fue iniciativa de Segundo Hilario Moyano (el boticario), Humberto Mendoza (el cura), y Eduardo “Lalo” Frasinelli (el cantor) homenajear al trabajador rural.
La organización de este evento, ha sufrido modificaciones. Los festejos de la semana han ido variando entre diversos deportes y actos culturales, culminando con una noche central en la que las postulantes al trono desfilan en la avenida Manuel Espinozza, siendo luego coronadas en el baile central.
El predio del Foot-ball Club Villa Huidobro fue durante varios años sede del baile y coronación.
La primera reina fue María Leonor Alarcia de Villa Valeria.